# Râul Yarmouk
Râul Yarmuk, uneori scris Yarmouk (arabă نهر اليرموك,  Nahr Al-Yarmuk, sau شريعة المناذرة,  Shariat el Menadhirah, de asemenea Sheriat el-Mandur; ebraică נְהַר הַיַּרְמוּךְ,  Nahar HaYarmukh;   Greacă: Ἱερομύκης,  Hieromýkēs; latină  Hieromyces), este cel mai mare afluent al râului Iordan. Se desfășoară în Iordania, Siria și Israel, și drenează o mare parte din platoul Hauran. Principalii săi afluenți sunt wadi-urile lui Allan și Ruqqad din nord, Ehreir și Zeizun din est. Deși este îngust și puțin adânc pe toată lungimea sa, la gura de vărsare este aproape la fel de larg ca Iordanul, măsurând treizeci de metri în lățime și cinci în adâncime. Cândva celebrul pod Matthew traversa râul Yarmuk la confluența sa cu Iordanul.

## Istorie
Yarmuk formează o frontieră naturală între câmpiile de la nord - Hauran, Bashan și  Golan - și munții Gilead la sud. Astfel, a servit adesea ca linie de graniță între entitățile politice.

### Neolitic
Cultura yarmukiană este o cultură ceramică neolitică care a locuit în părți din Palestina și Iordania.

### Epoca bronzului

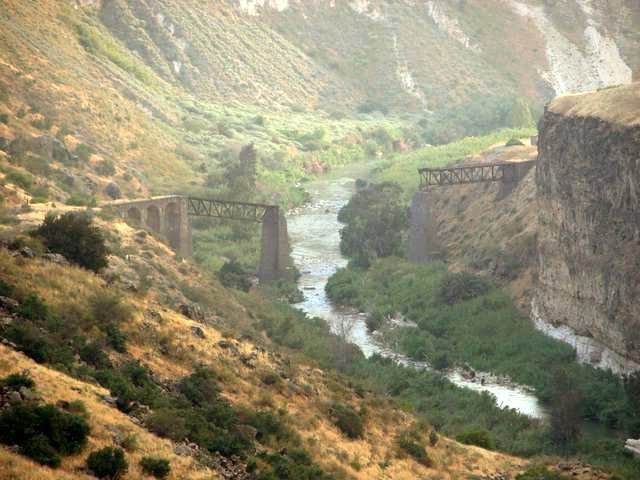
Pod de cale ferată peste râul Yarmouk, distrus în timpul Nopții Podurilor în 1946

Începutul epocii bronzului timpurii este reprezentat în Golan numai în zona râului.
Abila (Tel Abil) este atestată în secolul al 14-lea î.Hr. prin Scrisorile de la Amarna. Acest lucru este posibil să se fi  întâmplat și pentru Geshur, despre care se presupune că a rămas la nord de râu. Alte orașe istorice de pe cursul râului sunt Dara'a, Heet, Jalin; și siturile arheologice din Tell Shihab și Khirbet ed-Duweir (A se vedea Lo-debar).

### Epoca fierului
Împărățiile Arameene și Regatul de nord al israelului, din Biblia ebraică, ar fi putut să-și stabilească ocazional linia de graniță de-a lungul Yarmouk-ului. Sub asirieni și imperiile persane provincia Ashteroth Karnaim era așezată la nord, iar cea a lui Gal'azu (Gilead) la sud.

### Perioada elenistică
În vremuri elenistice, teritoriul Hiposilor era vizavi de cele ale Gadarei și Abilei (Abel) la sud, în timp ce Dion se afla pe afluenții estici.

### Perioada bizantină
Bătălia de pe Yarmuk, unde forțele musulmane le-au învins pe cele ale Imperiului Bizantin și au câștigat controlul asupra Siriei, a avut loc la nord de râu în 636.

### 1905–1948
O ramificație a Căii Ferate Hejaz (care făcea legătura cu Calea Ferată din Valea Jezreel din Samakh) a trecut prin valea râului din 1905 până în 1946. A fost perimată după ce a fost bombardată de evreii Hagana în Noaptea Podurilor la 16 iunie 1946. Hidrocentrala Naharayim, de la confluența cu râul Iordan, a servit Palestina obligatorie din 1932 până la 1948.

### După 1948

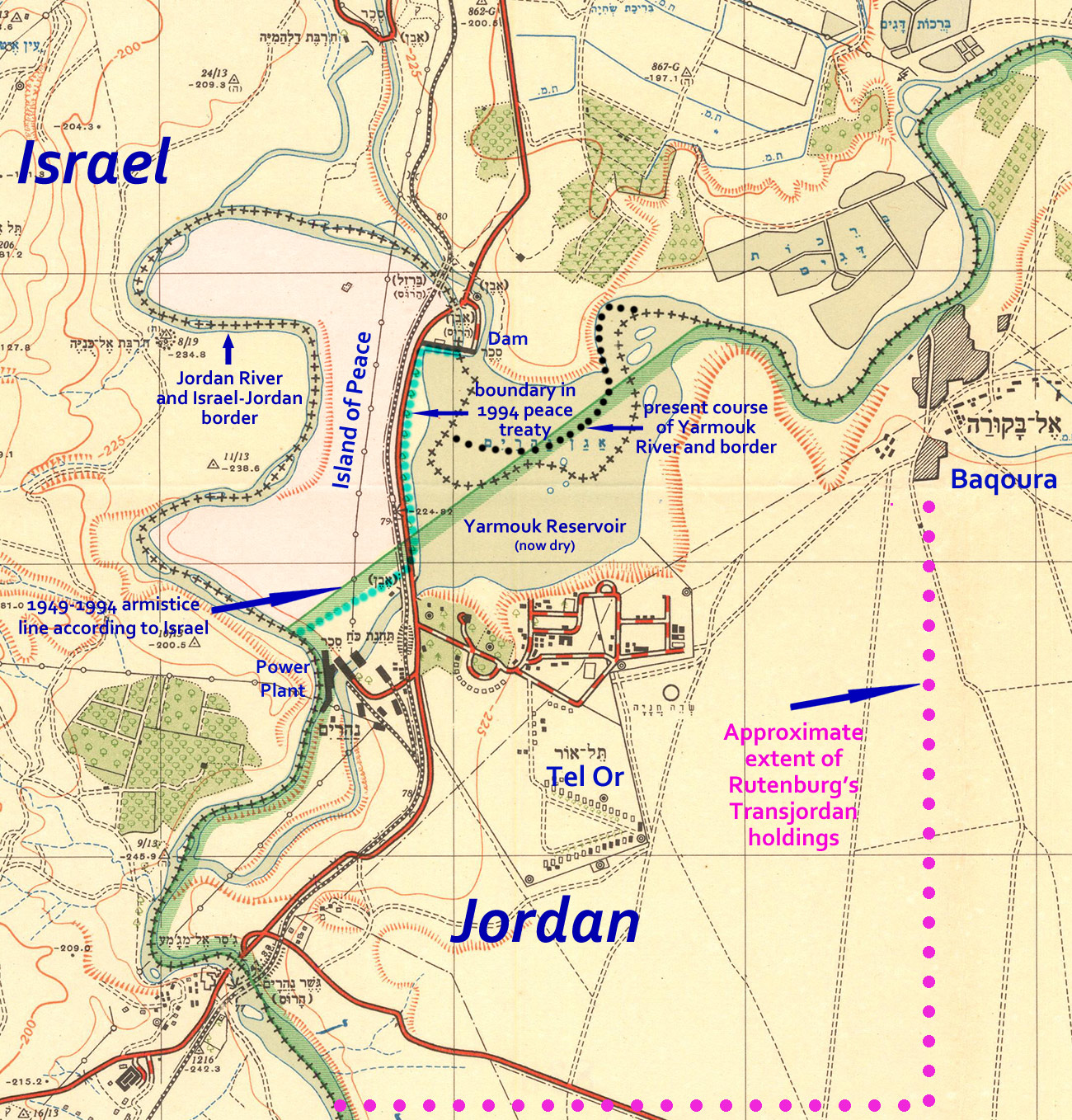
Granița israeliano-iordaniană la confluența râurilor Iordan și Yarmuk

Astăzi, partea inferioară a râului, aproape de Valea Iordanului, face parte din granița dintre Israel și Iordania. Mai departe, în amonte, ea face parte din granița dintre Siria și Iordania (o frontieră moștenită în mare parte din 1923 Acordul franco-britanic privind frontierele). Zona Al-Hamma, sau Hamat Gader în vale este deținută de Israel, dar revendicată de Siria.
Barajul Al-Wehda a fost construit la granița dintre Iordania și Siria în anii 2000. Există acorduri politice între Iordania și Siria (1953 și 1987) și între Iordania și Israel (1994), cu privire la gestionarea și alocarea apelor comune ale râului Yarmouk.